# Ludmila Pajdušáková
Ľudmila Pajdušáková (* 29. Juni 1916 in Radošovce, Österreich-Ungarn; † 6. Oktober 1979) war eine slowakische Astronomin.
Das Spezialgebiet von Pajdušáková war die Sonnenastronomie. Im Rahmen ihrer Arbeiten entdeckte sie einige Kometen, darunter den periodischen 45P/Honda-Mrkos-Pajdusakova. Weitere Kometen, die von ihr entdeckt wurden, sind C/1946 K1 (Pajdusakova-Rotbart-Weber), C/1948 E1 (Pajdusakova-Mrkos), C/1951 C1 (Pajdusakova) und C/1953 X1 (Pajdusakova).
Von 1958 bis 1979 war sie Direktorin am Observatorium Skalnaté Pleso.

## Ehrungen
Nach ihr wurde der Asteroid (3636) Pajdušáková benannt.